# Konfluenz (Glaziologie)

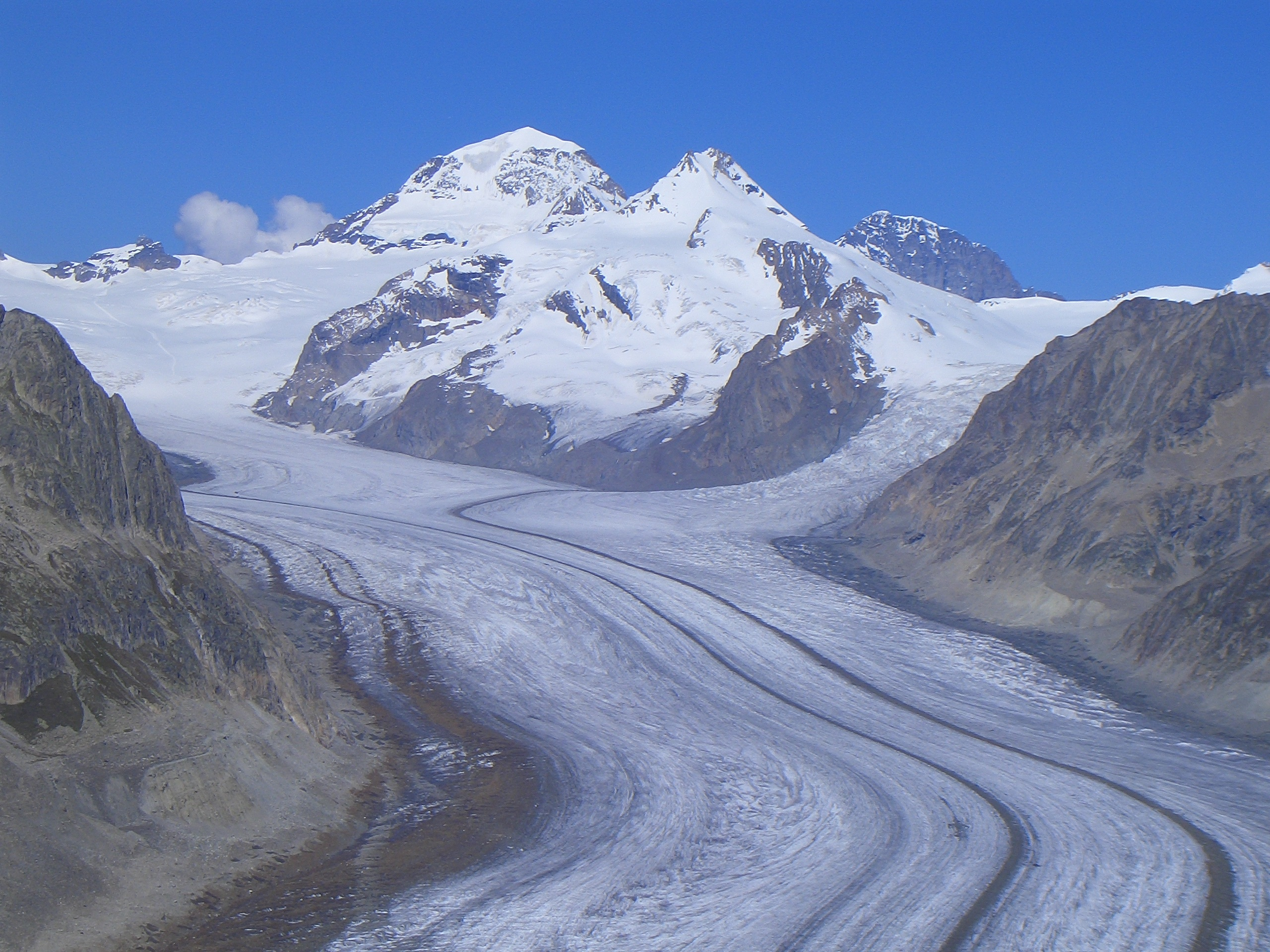
Konfluenz und Beginn des Aletschgletschers am Konkordiaplatz

Konfluenz ist ein Begriff der Glaziologie und bezeichnet das Zusammenfließen von Gletschern, die aus unterschiedlichen Richtungen kommen und einen größeren Gletscher bilden. Dabei vereinigen sich die beiden inneren Seitenmoränen der zusammenfließenden Gletscher zu einer Mittelmoräne. Ein klassisches Beispiel für Konfluenz ist der Konkordiaplatz in den Berner Alpen, an dem der Grosse Aletschfirn,  der Jungfraufirn, das Ewigschneefeld und der Grüneggfirn den Grossen Aletschgletscher bilden.
Wenn sich die Größe der zusammenfließenden Gletscher unterscheidet, wird der kleinere auch als Tributärgletscher bezeichnet.
An der Gletschersohle können sich im Bereich des Zusammenflusses durch die glaziale Erosion Geländestufen entwickeln, so genannte Konfluenzstufen, die nach Abschmelzen auf die ehemalige Konfluenz hinweisen.
Das Gegenteil der Konfluenz, also das Aufspalten des Gletschers in mehrere Teilarme, wird Diffluenz oder Transfluenz genannt.